# Bourbon Skiffle Company
Die Bourbon Skiffle Company war eine deutsche Skiffle-Band aus Hannover. Sie gab am 14. Dezember 2019 im Cotton Club in Hamburg ihr Abschiedskonzert nach 47 Jahren Bestehenszeit.

## Geschichte
Die Bourbon Skiffle Company wurde 1972 in der Kneipe Leine-Domicil in Hannover gegründet. Nach der ersten Single, Kiss Me, Baby, Kiss Me, erschien 1973 das erste Album, Midnight Special. Mehrere Schallplatten der Bourbon Skiffle Company wurden in den 1970er-Jahren in Kunstkopfstereofonie aufgenommen. Größter Erfolg der Band war die Single Giff mi Kalk, mit der sie 1980 in der ZDF-Hitparade auftrat. Weitere Singles waren Man Needs a Place (1976), Alle kommen groß raus (1979) und Die neue Sommerzeit (1980).

## Diskografie
- 1973: Midnight Special (WAM/Metronome Records)
- 1974: Kunstkopf-Stereofonie (WAM/Metronome Records)
- 1975: Bourbon Skiffle Company with Hot Pepper Orchestra (WAM/Metronome Records)
- 1976: Kunstkopf-Stereofonie II (WAM/Metronome Records)
- 1978: Alle kommen groß raus (Nature/Metronome Records)
- 1979: Flohcircus (live) (Metronome Records)
- 1979: Giff mi Kalk (Nature/Metronome Records)
- 1982: Jack o' Diamonds (Red Button)
- 1987: Back Again (Pro-Sound Records)
- 1992: BSC – 20 Jahre (Eigenvertrieb)
- 1997: Still Alive (Eigenvertrieb)
- 2004: Eleven (Eigenvertrieb)
- 2007: 35 (Eigenvertrieb)
- 2014: Silver Dollar (Eigenvertrieb)